# Junior (filme)
Junior é um filme estadunidense, do gênero comédia, escrito por Kevin Wade e Chris Conrad e dirigido por Ivan Reitman. É estrelado por Arnold Schwarzenegger como um cientista que sofre uma gravidez masculina como parte de um experimento.

## Elenco
- Arnold Schwarzenegger como Dr. Alex Hesse
- Danny DeVito como Dr. Larry Arbogast
- Emma Thompson como Dr. Diana Reddin
- Frank Langella como Dr. Noah Banes
- Pamela Reed como Angela
- Aida Turturro como Louise
- James Eckhouse como Ned Sneller
- Megan Cavanagh como Willow
- Julie Brown como The Baby